# Xochitepec, Veracruz
Xochitepec är en ort i Mexiko.   Den ligger i kommunen Atlahuilco och delstaten Veracruz, i den sydöstra delen av landet, 230 km öster om huvudstaden Mexico City. Xochitepec ligger 2 140 meter över havet och antalet invånare är 116.
Terrängen runt Xochitepec är huvudsakligen kuperad, men österut är den bergig. Runt Xochitepec är det ganska tätbefolkat, med 93 invånare per kvadratkilometer. Närmaste större samhälle är Orizaba, 18,9 km norr om Xochitepec. I omgivningarna runt Xochitepec växer i huvudsak blandskog.